# 肉腫
肉腫（にくしゅ、英: sarcoma）とは、骨、筋肉、血管など外界と接していない体内の間質細胞に由来する悪性腫瘍。

## 国際疾病分類
国際疾病分類の日本語訳ではSarcomaの訳語として、肉腫を当てており、非上皮性組織を発生母地とする悪性腫瘍を意味する。
肉腫は悪性腫瘍の一種である。腫瘍は国際疾病分類のtumorの日本語訳であり、「生体内において、その個体自身に由来する細胞でありながら、その個体全体としての調和を破り、時に他から何らの制御を受けることなく、又自らの規律に従い、過剰の発育をとげる組織をいう。」と定義されている。
新生物 (neoplasm) も腫瘍と同義に用いられており、良性と悪性があり、悪性新生物は癌、癌腫及び肉腫を意味する。悪性新生物は、上皮細胞性の癌腫 (Carcinoma) 、間質細胞性の肉腫、その他（造血器由来の白血病や中皮由来の中皮腫など）に分けられる。

## 骨腫瘍と軟部腫瘍
骨のがんである骨肉腫も、前述の病理学的定義から言えば肉腫のひとつであるが、臨床的所見上は、固い組織から生じる固い病変であり、語源とは異なっている。また、顕微鏡的所見や治療方法についても他の肉腫と異なるところが多い（良性の間葉系腫瘍についても、同様に骨腫瘍とそれ以外とでは違いが大きい）。このため、腫瘍整形外科領域では骨と軟骨以外の間葉系組織＝軟部組織から生ずる肉腫を「軟部肉腫」（あるいは「悪性軟部腫瘍」）としてひとまとめに扱う。

## 肉腫の一覧
- 軟部肉腫 (Soft tissue sarcomas) （組織型別）
  - 線維肉腫 (Fibrosarcoma) - 歯原性肉腫(エナメル上皮線維肉腫)など
  - 悪性線維性組織球腫
  - 皮膚線維肉腫
  - 脂肪肉腫 (Liposarcoma)
  - 横紋筋肉腫 (Rhabdomyosarcoma)
  - 平滑筋肉腫 (Leiomyosarcoma)
  - 血管肉腫 (Hemangiosarcoma)
  - カポジ肉腫 (Kaposi's sarcoma)
  - リンパ管肉腫 (Lymphangiosarcoma)
  - 滑膜肉腫 (Synovial sarcoma) - 関節滑膜由来の肉腫としてこのように命名されたが、現在は由来不明の腫瘍として扱われている
  - 胞巣状軟部肉腫 - 由来不明
  - 骨外性軟骨肉腫
  - 骨外性骨肉腫
- 悪性末梢神経性腫瘍 - 現在のWHO分類では、軟部肉腫と区別している
  - 悪性末梢神経鞘腫瘍 - 現在の分類では「神経線維肉腫」と「悪性神経鞘腫」を区別しない
- 悪性骨腫瘍（組織型別）
  - 骨肉腫
  - 軟骨肉腫 (Chondrosarcoma)
  - 顆粒球肉腫
  - ユーイング肉腫
  - 骨原発の線維肉腫
  - 悪性骨巨細胞腫/骨原発の悪性線維性組織球腫
  - 骨原発の脂肪肉腫
  - 骨原発の血管肉腫